# Johann Christian Polycarp Erxleben
Johann Christian Polycarp Erxleben (22 giugno 1744 – 19 agosto 1777) è stato un biologo tedesco.

## Biografia
Erxleben fu professore di zoologia all'università Georg-August di Gottinga. Si laureò in scienze biologiche nel 1766 all'università di Gottinga, specializzandosi in zoologia e antropologia. Scrisse Anfangsgründe der Naturlehre e Systema regni animalis (1777). Nel 1771 fu il fondatore della prima scuola veterinaria accademica della Germania (l'Istituto di Medicina Veterinaria).
Era il figlio di Dorothea Erxleben, che fu la prima donna in Germania a praticare la professione di medico.

## Opere

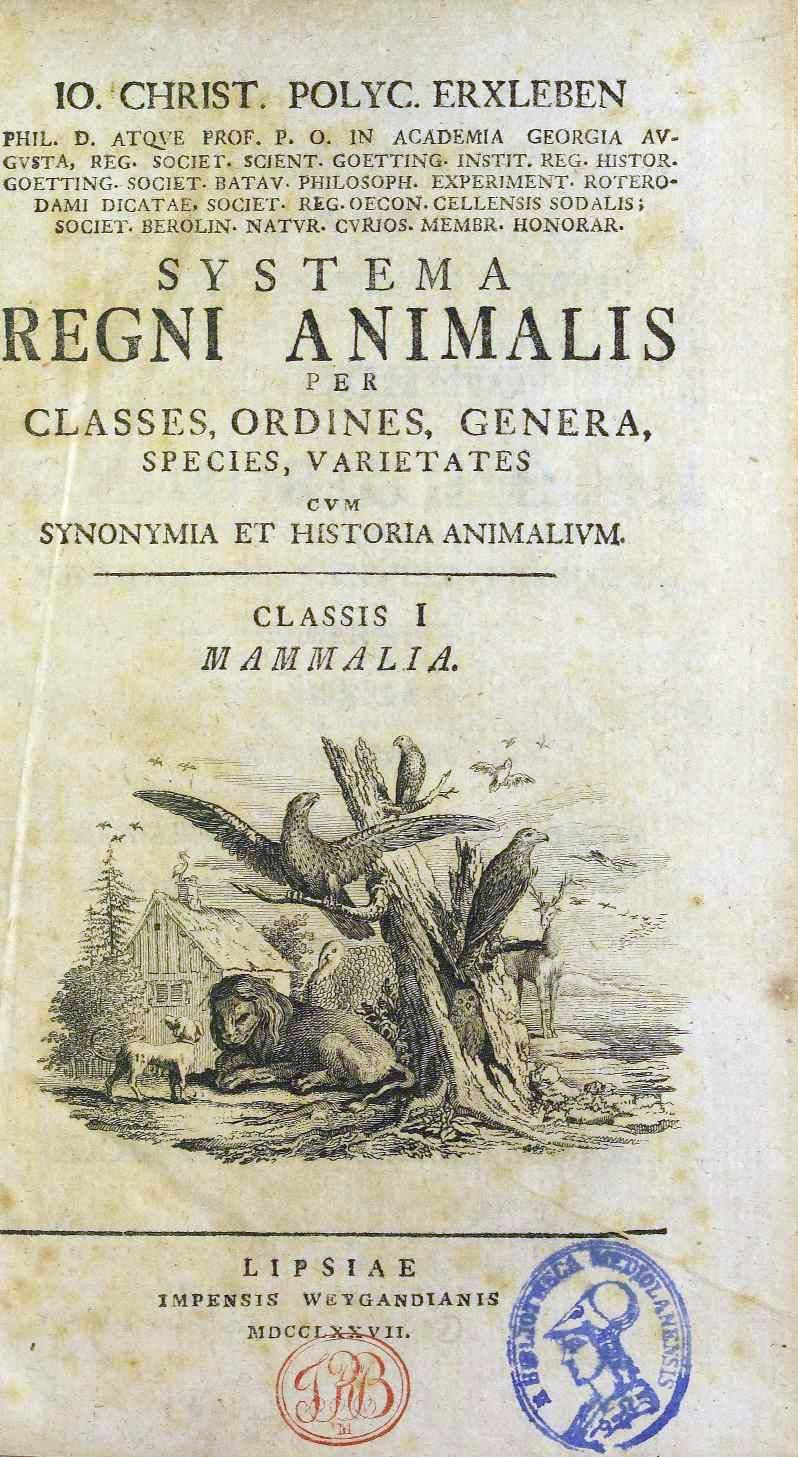
Systema regni animalis, 1777

- (DE) Anfangsgründe der Naturlehre, Göttingen, Johann Christian Dieterich, 1772.
- (LA) Systema regni animalis, Leipzig, Johann Friedrich Weygand, 1777.